# 미터마이어타파조스사키
미터마이어타파조스사키(Pithecia mittermeieri)는 신세계원숭이에 속하는 사키원숭이의 일종이다. 마데이라강과 타파조스강 사이의 아마존 분지 남부에서 서식한다. 대부분의 표본은 브라질 마투그로수주 아리푸아나 북부에서 발견되지만 볼리비아 남서부의 마모레강과 구아포레강에서도 발견된다.

## 분류
이전에는 미터마이어타파조스사키 개체군을 타파조스강사키로 분류했지만, 2014년 연구에서는 이 개체군들을 독특한 털을 근거로 P. mittermeiri라는 별개의 종으로 기술했다. 그러나 2019년 연구에서는 타파조스강사키 종 복합체의 분포 범위에 걸친 털색 변이를 분석하여 타파조스강사키와 반졸리니흰반점얼굴사키라는 두 개의 뚜렷한 그룹만을 구분했으며, 미터마이어타파조스사키를 구별하는 데 사용된 독특한 털은 타파조스강사키의 변이 범위 내에 속한다고 밝혔다. 또한, 이 연구는 모식 분포지가 불분명하여 타파조스강사키의 정기준표본이 미터마이어타파조스사키의 분포 범위 내에서 수집되었을 가능성을 발견했으며, 이는 미터마이어타파조스사키를 타파조스강사키와 즉시 동의어로 간주하게 한다. 이 연구를 바탕으로 미국 포유류학회(추가 계통학 연구가 진행 중인 경우 임시로)는 미터마이어타파조스사키를 타파조스강사키와 동의어로 간주했지만 IUCN 적색목록과 ITIS는 미터마이어타파조스사키를 별개의 종으로 유지한다.
미터마이어타파조스사키는 유명한 미국 영장류학자 러셀 미터마이어(Russell Mittermeier)의 이름을 따서 명명했다.

## 분포
미터마이어타파조스강사키는 브라질 고유종으로, 아마존강 남쪽과 마데이라강과 타파조스강 사이에서 서식한다. 인간의 영향으로 서식지가 이전보다 크게 줄어들었으며, 현재 대부분의 개체군은 마투그로수주의 아리푸아낭강 남쪽에서 서식한다. 2015년에는 판타날 북부에서 미터마이어타파조스강사키의 개체군이 발견되었다.

## 특징
미터마이어타파조스강사키는 털 색깔이 가장 다양한 사키 종 중 하나다. 수컷은 대체로 검은색 털에 길고 흰 회색 줄무늬가 있으며, 앞팔은 짧고 무성한 흰색 털로 덮여 있다. 목덜미가 밝은 주황색이다. 암컷은 털 색깔이 비슷하지만 회색이 덜하다.

## 보전 상태
남부 지역(혼도니아주)에서는 사냥과 서식지 감소로 위협받고 있으며, 북부 지역에서는 삼림 벌채와 서식지 파편화로 위협받고 있다. 따라서 IUCN 적색 목록에서 취약종으로 분류한다.